# Línea SE858 (EMT Madrid)
El Servicio Especial (S.E.) codificado como SE858 de la EMT de Madrid conectaba las estaciones de García Noblejas y Estadio Metropolitano en sustitución de la línea 7 de metro, que permaneció cortada por obras urgentes del 23 al 25 de octubre de 2023.

## Características
Esta línea unía sin paradas las estaciones de García Noblejas y Estadio Metropolitano, sustituyendo el tramo de la línea 7 de metro cortado por una incidencia técnica en las instalaciones.
Tenía una dotación de 5 autobuses estándar. Era gratuita para los usuarios, pues se trataba de un servicio especial consensuado entre ambos operadores de transporte.

### Frecuencias
| Diario          |             |
| De 6:00 a 22:00 | cada 6 min  |
| De 22ː00 a fin  | cada 10 min |

## Paradas

### Sentido Estadio Metropolitano
| Código | Parada                                            | Coincidente con | Conexiones con Metro  |
| ------ | ------------------------------------------------- | --------------- | --------------------- |
| 244    | Metro García Noblejas                             | 4 38 48 70      | García Noblejas       |
| 17388  | Carretera San Blas a Coslada frente Metropolitano | 167 286 288 289 | Estadio Metropolitano |

### Sentido García Noblejas
| Código | Parada                               | Coincidente con | Conexiones con Metro  |
| ------ | ------------------------------------ | --------------- | --------------------- |
| 50009  | Av. Arcentales-Estadio Metropolitano | 167 286 288 289 | Estadio Metropolitano |
| 244    | Metro García Noblejas                | 4 38 48 70      | García Noblejas       |